# Steatoda leonardi
Steatoda leonardi är en spindelart som först beskrevs av Tamerlan Thorell 1898. Steatoda leonardi ingår i släktet vaxspindlar, och familjen klotspindlar.
Artens utbredningsområde är Myanmar. Inga underarter finns listade i Catalogue of Life.